# 피아노 소나타 21번 (베토벤)
《피아노 소나타 21번 다장조, 작품 번호 53》은 루트비히 판 베토벤이 1804년 여름에 완성한 피아노 소나타이다. "발트슈타인"이라는 별칭을 갖고 있으며, 《23번 "열정"》, 《26번 "고별"》과 더불어 가장 뛰어난 베토벤의 중기 피아노 소나타 세 곡 가운데 하나로 꼽힌다.
“발트슈타인”이라는 별칭은, 이 작품이 발트슈타인 백작에게 헌정된 것에서 유래한다. 《대공 삼중주》를 포함해 많은 작품이 루돌프 대공에게 헌정된 것과 같이, 발트슈타인 백작에게도 많은 작품이 헌정되었다. 하지만, "발트슈타인"이라는 별칭이 이 작품에 한해서 붙여진 것은 작품의 독창성과 고유함에 기인한다고 보여진다.

## 개요
계속되는 청력 저하와 싸워야 했던 베토벤은 1802년에 하일리겐슈타트 유서를 쓰기에 이른다. 1803년에는 난청과 함께 살길을 모색하던 그에게 에라드 피아노가 수여되었다. 5옥타브 반의 음역을 갖춘 이 악기의 음색은, 잘 들리지 않게 된 작곡자의 귀를 자극하기에 충분했고, 그 결과 그 어느 때보다 빛나고 장려한 피아노 소나타가 탄생하게 되었다.
이 작품이 쓰인 1803-4년은 《바이올린 소나타 9번 "크로이처 소나타》나 《교향곡 3번 "영웅"》 등의 걸작이 나온 시기와 겹치고 있다. 베토벤의 작풍은 빌헬름 폰 렌츠가 제창한 3분류에 있어서의 중기 양식을 이행하고 있었으며, 이전과는 전혀 다른 독자적인 경지로 나아가고 있었다. 이 작품 또한 구성은 장대하고 서정성은 풍부하게 펼쳐졌으며, 관현악적인 서법은 피아노 음악사에 새로운 지평을 개척하고 있다. 렌츠는 이 곡을 "피아노를 위한 영웅 교향곡"이라고 평했다.
원래 장대한 2악장이 준비되어 있었던 작품이었지만, 작품 전체와 어울리지 않는다는 지적에 수긍한 작곡자에 의해 현재의 2악장과 교체되었다. 탈락한 원래의 2악장은 소나타보다 4개월 늦게 별도로 출판되었고, 1807년에 브라이코프 운트 헤르텔 사가 내놓은 판에서부터 "안단테 파보리"라는 제목이 붙여졌다. 현재의 2악장 아다지오 몰토는 나머지 악장과는 다른 시기에 쓰인 것이 확실시 되고 있다. 모든 악장은 1804년 여름에 완성되었으며, 1805년에 빈의 예술과 산업 상점 사를 통해 출판되었다. 초판 때의 표제는 "피아노 포르테를 위한 대소나타"였다.
"발트슈타인"이라는 이 작품의 별칭은 이 작품이 페르디난트 폰 발트슈타인 백작에게 헌정된 것에서 유래하고 있다. 발트슈타인은 본 시대부터 베토벤의 후원자이자 이해자 중 한 명이었으며, 젊은 재능에게 경제적 원조를 해주고 정신적 지주 역할을 하기도 했다. 1792년에 그는 본을 떠나 빈으로 향하는 베토벤에게 "모차르트의 정신을 하이든의 손에서 받으십시오"라는 말과 함께 지원을 해주었다.

## 구조
작품은 전 3악장으로 구성되어 있다. 총 연주 소요 시간은 30분여에 이르고 있는데, 작품의 대부분을 차지하는 제1악장과 제2악장은 연주 시간이 각각 11분여에 이른다. 두 번째 악장은 상대적으로 짧은 느린 서주인데, 원래의 더 길었던 두 번째 악장을 대체한 것이다. 그 원래의 두 번째 악장은 이후에 《안단테 파보리, WoO 57》로 따로이 출판되었다. 세번째 악장의 글리산도는 피아니스트의 테크닉을 잘 보여주고 있다.

### 제1악장. 알레그로 콘 브리오
4/4 박자, 다장조, 소나타 형식.
먼저 제시되는 제1주제에서는 타악기적인 화음 연타와 그 에코와 같은 음형이 반복된다(보례 1). 화음 연타는 현악기의 주법을 상기시키는 트레몰로가 되어 반복된다.
보례 1
에코의 음형에 의한 동기 조작을 바탕으로, 다양한 조를 거쳐 추이부는 마단조의 반종지가 된다. 패시지를 다용한 제1주제와 대조적인 코랄풍의 제2주제는 원격조에 해당하는 장3도 위의 마장조로 제시되어 얻기 어려운 효과를 발휘하고 있다(보례 2). 소나타 형식은 이례적인 조성 배치이지만 베토벤은 이미 피아노 소나타 16번의 1악장의 두 주제에서 이와 같은 취급을 실천하고 있다.
보례 2
저성부로 넘어간 두 번째 주제는 오른손에 셋잇단음표의 대선율을 수반하고, 다시 이것에 리듬 요소가 더해져서 발전하며 16분음표의 패시지에 이른다. 코데타에는 신소재가 맞추어져, 이것을 반복하면서 다장조가 되고 제시부가 끝난다. 전개부는 바장조로 시작되며, 처음에는 제1주제의 모티프에 의해 전개된다. 다장조에 이르면 제2주제로부터 도출된 셋잇단음표의 음형에 의한 전개가 이루어진다. 긴 경간에 의해 화음이 변화하고, 더욱이 제1주제의 회귀를 예언하는 도미넌트 페달이 집요하게 이어진 뒤에 재현부가 된다. 재현부에서는 먼저 제1주제로 다소 확대된 경과구가 이어진다. 가장조로 재현된 두 번째 주제가 다장조로 차분히 마무리 되고, 제시부의 요령에 따라 이번에는 바장조의 위종지로 마무리 된다. 여기서부터 장대한 코다가 이어지고 제1주제가 전개되어 카덴차로 착각될 정도의 발전을 이룬다. 다장조에서 제2주제를 회고한 뒤 제1주제가 가볍게 다루어지면서 당당히 끝난다.

### 제2악장. 도입. 아다지오몰토 - 아타카
6/8 박자, 바장조, 세도막 형식.
28마디로 이루어진 짧고 명상적인 제2악장은 제3악장의 서주로 놓여 있지만, 심원한 정감이 표출된 "천사의 미소가 갑자기 구름에 덮어진 듯" 한 음악으로 구성되어 있다. 원래 제2악장으로서 쓰인 《안단테 파보리》와 같은 바장조로 쓰여 있지만, 서두부는 그것을 느끼게 하기 어렵다(보례 3).
보례 3
계속해서 가요적인 선율이 내놓아지고, 다른 성부가 메아리처럼 반복한다(보례 4).
보례 4
이후 보례 3이 회귀하면서 전개되고 있고, 마지막에는 드높은 사 음이 새로운 악장의 시작을 고하며 아타카에서 제3악장으로 이어진다.

### 제3악장. 알레그레토 모데라토
2/4 박자, 다장조, 론도 형식.
보례 5에 나오는 간소하고 깊이 있는 주제는, 베토벤이 태어난 지방의 민요를 소재로 한다는 설도 있다. 페달링이 극명하게 써 넣어져 있는데,  화음이 변화되는 동안에 장조와 단조가 바뀌는 동안 조차도 계속 밟도록 지시하고 있어, 특히 작곡 당시에 비해 소리를 지속하기 쉬워진 현대의 피아노에서는 혼탁한 울림을 가져온다.
보례 5
트릴 속에 선율이 포함된 기술적 난관을 거쳐, 셋잇단음표의 주구에 이어 가단조의 주제가 나타난다(보례 6)
보례 6
이후, 론도 주제의 재현이 있고, 정력적인 다단조의 주제가 나온다(보례 7).
보례 7
보례 7의 전개가 일단락되면 론도 주제가 모습을 나타내며, 당김음에 의한 추이로부터 론도 주제의 대규모 전개가 이루어진다. 포르티시모에서 보례 5가 재현되면, 이어지는 셋잇단음표의 패시지가 크게 확대되어 절정에 이르고, 한 번 숨을 가다듬으면 2/2 박자, 프레스티시모의 코다에 돌입한다. 코다에 있어서의 연주상 난관으로 옥타브의 급속한 스케일이 있다. 작곡 당시의 빈 식 액션의 피아노에 비해 현재의 피아노 건반이 무겁고 깊어진 것이 기술상의 어려움으로 이어져, 연주자에 따라서는 글리산도를 하지 않고 주법의 변경에 따라 대응하는 경우도 있다. 여기에 38마디에 걸친 트릴의 보유와 병행한 선율의 연주와 같은 어려운 기교까지 포함시키고 있고, 마지막에는 다장조의 주화음으로 당당하게 전곡을 마무리한다.